# Gemeindeverwaltungsverband Nachbarschaftsverband Bischweier-Kuppenheim
Gemeindeverwaltungsverband Nachbarschaftsverband Bischweier-Kuppenheim – związek gmin w Niemczech, w kraju związkowym Badenia-Wirtembergia, w rejencji Karlsruhe, w regionie Mittlerer Oberrhein, w powiecie Rastatt. Siedziba związku znajduje się w mieście Kuppenheim, przewodniczącym jego jest Karsten Mußler.
Związek zrzesza jedno miasto i jedną gminę:
- Bischweier, 3100 mieszkańców, 18,08 km²
- Kuppenheim, miasto, 7839 mieszkańców, 4,59 km²